# Кодзоев, Башир Ильясович
Башир Ильясович Кодзоев (род. 11 октября 1967 года) — депутат Государственной думы третьего и четвёртого созывов.

## Биография
Родился 11 октября 1967 года в с. Кантышево Чечено-Ингушской АССР. Ингуш.
Окончил Иркутский институт инженеров железнодорожного транспорта по специальности «инженер путей сообщения» в 1998 году, Санкт-Петербургский университет МВД по специальности «Правоведение», кандидат юридических наук.
Трудовую деятельность начал плотником в строительно-монтажном тресте «Иркутсклесстрой».
Прошел срочную службу в Советской Армии (1985—1987г). Службу проходил во внутренних войсках г. Фрунзе (Бишкек). Уволился в звании старшего сержанта.
С 1987 года работал в Байтогском совхозе.
С 1991 года — заместитель директора малого предприятия «Кязи».
С 1992 года работал в АО «Данис».
В 1996 году был назначен постоянным представителем Республики Ингушетия в Иркутской области.
С 1997 по 1999 год — заместитель генерального директора ОАО «Иркутский керамический завод».
В 1999 году 19 декабря был избран депутатом Государственной Думы РФ третьего созыва от Иркутской области, был членом фракции «Единство», заместителем председателя Комитета по проблемам Севера и Дальнего Востока.
В 2003 году 7 декабря был избран в Государственную Думу РФ четвёртого созыва от Ингушского избирательного округа, был членом фракции «Единая Россия», заместителем председателя Комитета по делам национальностей, членом комиссии ГД по проблемам Северного Кавказа, избирался членом политсовета движения «Единство».
С 2007 по 2013 год директор Исламского культурного центра.
С 2013 года по настоящее время владелец глобальной сети «SalamWorld».

### Покушение
14 марта 2001 года был ранен двумя пулями из автомата в результате покушения в центре Москвы. При этом был убит водитель-телохранитель капитан милиции Юрий Сазонов. Спустя три месяца 15 июня в Иркутске был убит брат депутата Темур Кодзоев, работавший директором ООО «Иркутский керамический завод».

### Уголовные дела
В 1996 году арестовывался по обвинению в мошенничестве в особо крупных размерах. Согласно публикации газеты «Сегодня», Кодзоев был уличён в хищении 53 вагонов сахара на сумму в 13 млрд рублей. Как отмечала та же газета, в деле Кодзоева помимо этого фигурировали и махинации с нефтепродуктами. Однако дело до суда не дошло: в 1999 году, продолжая оставаться подследственным, Кодзоев баллотировался в Государственную Думу и был избран, тем самым получив депутатскую неприкосновенность.
По утверждению журнала «Собеседник» Башир Кодзоев тесно связан с генеральным прокурором РФ Юрием Чайкой и с его сыном Артёмом.